# Denominazione di origine controllata
Denominazione di origine controllata (DOC) är ett italienskt system för skyddade ursprungsbeteckningar av jordbruksprodukter; mat och vin.

## Exempel på produkter som erhållit DOC-status
- Aceto Balsamico Tradizionale di Modena (Äkta balsamvinäger)
- Marsalavin
- Viner som Valpolicella, Bardolino och Soave från Veneto